# 蒙古异燕麦
蒙古山燕麦（学名：Helictotrichon mongolicum），别名蒙古异燕麦，为禾本科山燕麦属下的一个种。种加名 mongolicum 意为“蒙古的”。